# 오사키히로코지역
오사키히로코지역(일본어: 大崎広小路駅 おおさきひろこうじえき[*])은 일본 도쿄도 시나가와구에 있는 도쿄 급행 전철의 역이다.
당초는 이케가미 선의 종점이었다. 이케가미 선이 고탄다 역까지 연장되기 전에는 도보로 연결되어 환승이 가능하였으며 역 사이 거리는 약 340m로 매우 가까운 곳에 있다.

## 역 구조

### 도쿄 급행 전철
1면 2선의 섬식 승강장이 있는 고가역으로, 서비스 도입으로 인해 하타노다이 역에서 원격 감시를 한다.
승강장과 개찰구 사이는 계단과 엘리베이터로 연결한다.
| 1 | ■ 이케가미 선 | 하타노다이 · 유키가야오쓰카 · 가마타 방면 |
| 2 | ■ 이케가미 선 | 고탄다 방면                               |

## 역 주변
- 릿쇼 대학 오사키 캠퍼스
- 경시청 오사키 경찰서
- 오사키 우체국
- 야마노테도리
- TOC 빌딩
- 국도 1호선
- 동일본 여객철도 야마노테 선・도영 지하철 아사쿠사 선 고탄다역 (당역 북동측 위치)
- 동일본 여객철도 야마노테 선・사이쿄 선・쇼난 신주쿠 라인, 도쿄 임해 고속 철도 린카이 선 오사키역 (당역 남동측 위치)

## 역사
- 1927년 10월 9일: 영업 개시.
- 1928년 6월 17일: 이케가미 전기 철도 당역 - 고탄다 간이 개통하여 종착역이 이전됨.
- 1934년 10월 1일: 이케가미 전기 철도의 흡수 합병으로 메구로 가마타 전철(현, 도큐 철도)의 역이 됨.

## 인접역
| 도쿄 급행 전철 이케가미 선 | 도쿄 급행 전철 이케가미 선 | 도쿄 급행 전철 이케가미 선   |
| -------------------------- | -------------------------- | ---------------------------- |
| IK 01 고탄다 방면          | ■ 이케가미 선              | IK 03 도고시긴자 가마타 방면 |